# 泰耶站
泰耶站是法国的一个铁路车站，位于法国中部市镇泰耶。

## 位置
泰耶站位于泰耶的东部，距离市镇中心大约150米。车站在省道D41线的铁路平交道口附近，其中上行站台在道口北侧，下行站台在道口南侧。

## 车站概况
泰耶站是一个无人值守的乘降所，没有任何售票服务及设施。乘客需上车购买车票或使用通勤卡。
泰耶站没有地下通道或天桥，且两个方向的站台之间间隔较远，前往对向站台的乘客需通过平交道口横穿铁路正线；同时，泰耶站的站台较为狭窄，其安全线以内的部分占了整个站台的近2/3，因此，泰耶站存在较为严重的安全隐患。
泰耶站设有残疾人无障碍通道。

## 停靠线路
以下列车线路泰耶在站停靠：
| 泰耶站列车线路表                |              |          |          |              |
| 线路                            | 车种         | 上一站   | 下一站   | 大致运行频率 |
| 奥尔良—维耶尔宗/布尔日/讷韦尔   | 法国大区列车 | 萨勒布里 | 维耶尔宗 | 每天1~2趟    |
| 奥尔良—沙托鲁/阿尔让通/拉苏特兰 | 法国大区列车 | 萨勒布里 | 维耶尔宗 | 每天4趟左右  |
| 1.                              |              |          |          |              |

## 配套交通
泰耶站没有固定的客运线路，仅当某条铁路线施工或罢工时，SNCF可能会提供途径该线路沿途站点的大巴车。

## 临近车站
| 泰耶站（Gare de Theillay）     |                    |              |
| 上行车站                       | 线路               | 下行车站     |
| 萨勒布里站                     | 奥尔良－蒙托邦铁路 | 维耶尔宗城站 |
| - 本表仅显示运营中的线路及车站 |                    |              |